# アオラキ/マウント・クック国立公園
アオラキ/マウント・クック国立公園（Aoraki/Mount Cook National Park）は、ニュージーランドの南島にある国立公園の一つである。
この地域は、1953年10月に保護地域として登録されていたエリアを合わせ、国立公園として正式に制定され、1990年には近隣の国立公園らと共にテ・ワヒポウナムの名称でユネスコの世界遺産（自然遺産）に登録された。

## 地理
最寄の町は、65km離れたトワイゼルである。トワイゼルにおいて、国道8号から分岐した国道80号の終着地点が、アオラキ/マウント・クック村である。マウント・クック・ヴィレッジでは、従業員やガイドが暮らすことを許可されている。
アオラキ/マウント・クック国立公園は約700km2の広さをもち、総面積の40%が氷河に覆われている。ニュージーランドにある20の3000mを超える山のうち、アスパイアリング山を除く19の山がこの公園に位置する。標高3754mのクック山（マオリ語:Aoraki、アオラキ）がニュージーランド最高峰で、英語名は、19世紀のジェームズ・クックから由来し、アオラキは、マオリ族の伝説にのこる少年の名前に由来する。他にタスマン山、セフトン山、エリー・ド・ボーモン山などがある。
中でもクック山の東側に位置するタスマン氷河は温帯地方で最大の氷河として有名。

## 生態系
アオラキ/マウント・クック国立公園のほとんどが森林限界よりも標高が高いため、森林が存在しない。とはいえ、300種以上の植物が公園に自生している。マウンテンバターカップやデイジーが自生する一方で、移入種として、1950年に導入され夏に駆除が行われている繁殖力旺盛なルピナスが見られる。
公園内には、約40種類の鳥類が生息している。公園内の鳥類で、最も知られているものは、ミヤマオウム（ケア、キーア）である。ケア以外の鳥類では、イワサザイ、ニュージーランドハヤブサ、ミナミオオセグロカモメ、クロセイタカシギも生息する。
公園内には、昆虫類や爬虫類も数多く見られる。ノミの仲間であるマウントクックノミは、雪線で見ることができる。また、アカジタミドリヤモリも生息する。